# Carmania (paquebot, 1905)
Pour les articles homonymes, voir Carmania (homonymie).
Le Carmania est un paquebot transatlantique britannique mis en service en 1905 pour la Cunard Line. 

## Caractéristiques
Lors de la mise à l'eau, le Carmania et son jumeau, le Caronia, étaient les plus grands navires de la flotte Cunard et assuraient la ligne Liverpool—New York. Le Carmania était équipé d'un système innovant de turbines à vapeur et le Caronia de moteurs à vapeur à quadruple détente. La compagnie voyait dans ces deux navires essentiellement identiques, dotés de deux gammes de moteurs différentes, une occasion de comparer les opérations et de lever tout doute sur les avantages des moteurs à turbine et pour définir le plus rentable. Une autre caractéristique qui différenciait les deux paquebots était que le Carmania disposait de deux grands capots de ventilation de pont avant, qui étaient absents sur le Caronia.

## Historique

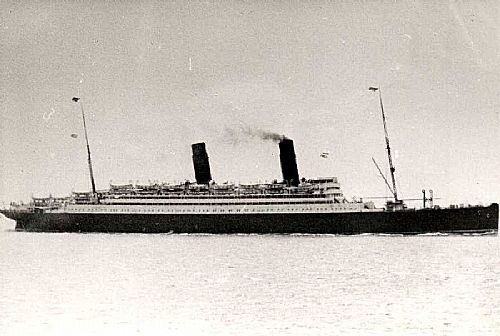
Le Carmania en route pour New York, en 1905

Le Carmania a quitté Liverpool le 2 décembre 1905 pour son voyage inaugural vers New York, où il est arrivé le 10 décembre, faisant le voyage en 7 jours, 9 heures et 31 minutes à 15,97 noeuds sur une distance de 2 835 milles nautiques. Le navire a parcouru la route New York-Liverpool de 1905 à 1910. Au printemps 1906, il transporte H.G. Wells en Amérique du Nord pour la première fois ; il note dans un livre sur ses voyages : « Ce Carmania n'est pas le plus grand navire, ni le plus beau, et ne sera pas le dernier. De plus grands navires suivront et seront encore plus grands. »
Le Carmania a subi un important incendie en juin 1910. En octobre 1913, alors qu'il se dirigeait vers l'est, il a répondu à un appel de détresse du Volturno, lui-même victime du feu, pour aller chercher des survivants dans une tempête, ce qui a donné lieu à de nombreuses récompenses pour bravoure décernées à divers membres de son équipage et au capitaine James Clayton Barr.
Après le déclenchement de la Première Guerre mondiale, le Carmania a été converti en croiseur auxiliaire, équipé de huit canons de 4,7 pouces, et placé sous le commandement du capitaine '
Noel Grant. Il a navigué de Liverpool à Shell Bay aux Bermudes. Il a ensuite engagé et coulé le croiseur marchand allemand SMS Cap Trafalgar, pendant la bataille de Trindade. À l'époque, le Cap Trafalgar avait été modifié pour ressembler au Carmania. Le navire a subi d'importants dommages et son équipage a subi plusieurs pertes. Après des réparations à Gibraltar, il a patrouillé sur la côte du Portugal et les îles de l'Atlantique pendant les deux années suivantes. En 1916, il a été appelé à participer à la campagne de Gallipoli. À partir de mars 1916, il est utilisé comme navire de transport de troupes, par exemple pour l'opératrice téléphonique de l'armée Inez Crittenden. Après la guerre, il a transporté les troupes canadiennes de retour d'Europe.
De retour au service commercial en 1919, il subit une importante refonte en 1923 et connaît une carrière sans histoire. En 1932, il est vendu à Hughes Bolckow & Co. et mis au rebut à Blyth  en Écosse.
La cloche du Carmania est exposée à bord du HQS Wellington, amarré en permanence à Embankment, à Londres, au Royaume-Uni.

## Galerie

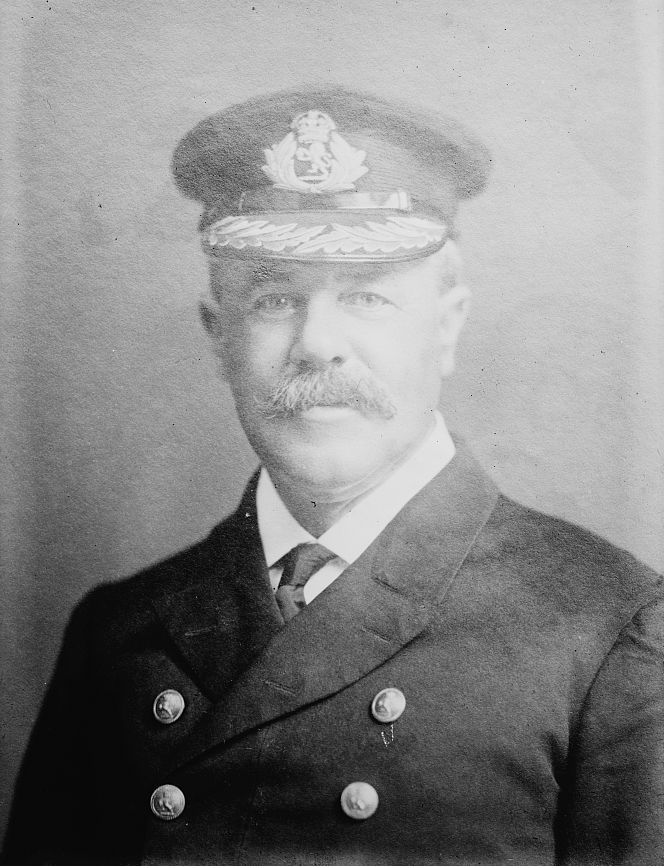
Capt. J. C. Barr in 1913.
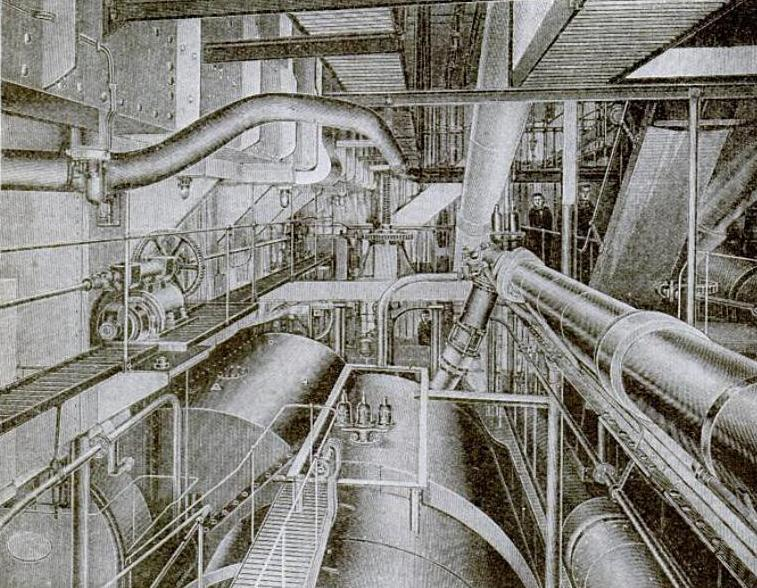
Chambre des machines.
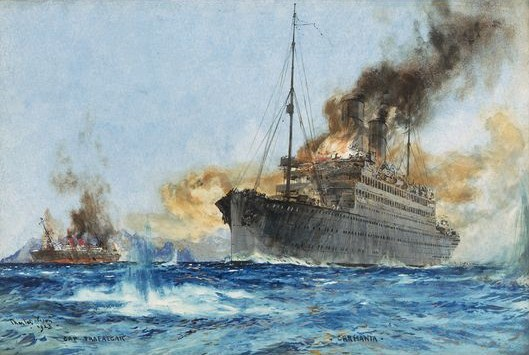
Bataille de Trinidade.
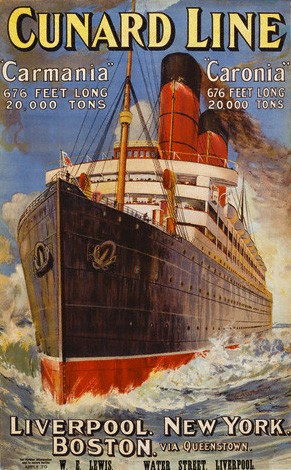
Carmania en 1905.